# Upton (Wyoming)
Upton è un centro abitato (town) degli Stati Uniti d'America, situato nella Contea di Weston nello Stato del Wyoming. Nel censimento del 2000 la popolazione era di 872 abitanti.

## Geografia fisica
Secondo i rilevamenti dell'United States Census Bureau, la località di Upton si estende su una superficie di 3,4 km², tutti occupati da terre.

## Popolazione
Secondo il censimento del 2000, a Upton vivevano 872 persone, ed erano presenti 255 gruppi familiari. La densità di popolazione era di 256,3 ab./km². Nel territorio comunale si trovavano 441 unità edificate. Per quanto riguarda la composizione etnica degli abitanti, il 95,99% era bianco, lo 0,69% era nativo, lo 0,34% proveniva dall'Asia, lo 0,34% apparteneva ad altre razze e il 2,64% a due o più. La popolazione di ogni razza ispanica corrispondeva all'1,83% degli abitanti.
Per quanto riguarda la suddivisione della popolazione in fasce d'età, il 26,4% era al di sotto dei 18, il 7,2% fra i 18 e i 24, il 24,2% fra i 25 e i 44, il 24,7% fra i 45 e i 64, mentre infine il 17,5% era al di sopra dei 65 anni di età. L'età media della popolazione era di 41 anni. Per ogni 100 donne residenti vivevano 94,6 uomini.